# Clarias
Clarias – rodzaj słodkowodnych ryb sumokształtnych z rodziny długowąsowatych (Clariidae), dla której jest typem nomenklatorycznym. Większe gatunki mają duże znaczenie gospodarcze jako ryby konsumpcyjne, mniejsze są hodowane w akwarystyce.

## Zasięg występowania
Występują w wodach śródlądowych Starego Świata, szczególnie w pasie Azji Południowo-Wschodniej poprzez Indie i Azję Mniejszą aż do Afryki.

## Klasyfikacja
Współcześnie żyjące gatunki zaliczane do tego rodzaju:
| - Clarias abbreviatus - Clarias agboyiensis - Clarias albopunctatus - Clarias alluaudi - Clarias anfractus - Clarias angolensis – długowąs angolski - Clarias anguillaris – długowąs senegalski - Clarias batrachus - Clarias batu - Clarias brachysoma - Clarias buettikoferi - Clarias buthupogon - Clarias camerunensis - Clarias cataractus - Clarias cavernicola - Clarias dayi - Clarias dhonti - Clarias dialonensis - Clarias dumerilii - Clarias dussumieri - Clarias ebriensis - Clarias engelseni - Clarias fuscus - Clarias gabonensis - Clarias gariepinus – tawada, stawada, sum afrykański - Clarias gracilentus - Clarias hilli - Clarias insolitus - Clarias intermedius - Clarias jaensis - Clarias kapuasensis | - Clarias laeviceps - Clarias lamottei - Clarias leiacanthus - Clarias liocephalus - Clarias longior - Clarias maclareni - Clarias macrocephalus - Clarias macromystax - Clarias magony - Clarias magur - Clarias meladerma - Clarias microspilus - Clarias microstomus - Clarias nebulosus - Clarias ngamensis - Clarias nieuhofii - Clarias nigricans - Clarias nigromarmoratus - Clarias olivaceus - Clarias pachynema - Clarias planiceps - Clarias platycephalus - Clarias pseudoleiacanthus - Clarias pseduonieuhofii - Clarias salae - Clarias serniosus - Clarias stappersii - Clarias submarginatus - Clarias sulcatus - Clarias theodorae - Clarias werneri |

oraz gatunki wymarłe:
- †Clarias falconeri
- †Clarias pliocaenicus[a]

Gatunkiem typowym jest Silurus anguillaris (C. anguillaris).

### Etymologia
Nazwa rodzajowa Clarias pochodzi od greckiego słowa chlaros, co oznacza żywotny, w odniesieniu do zdolności do życia ryb przez długi czas bez wody. 

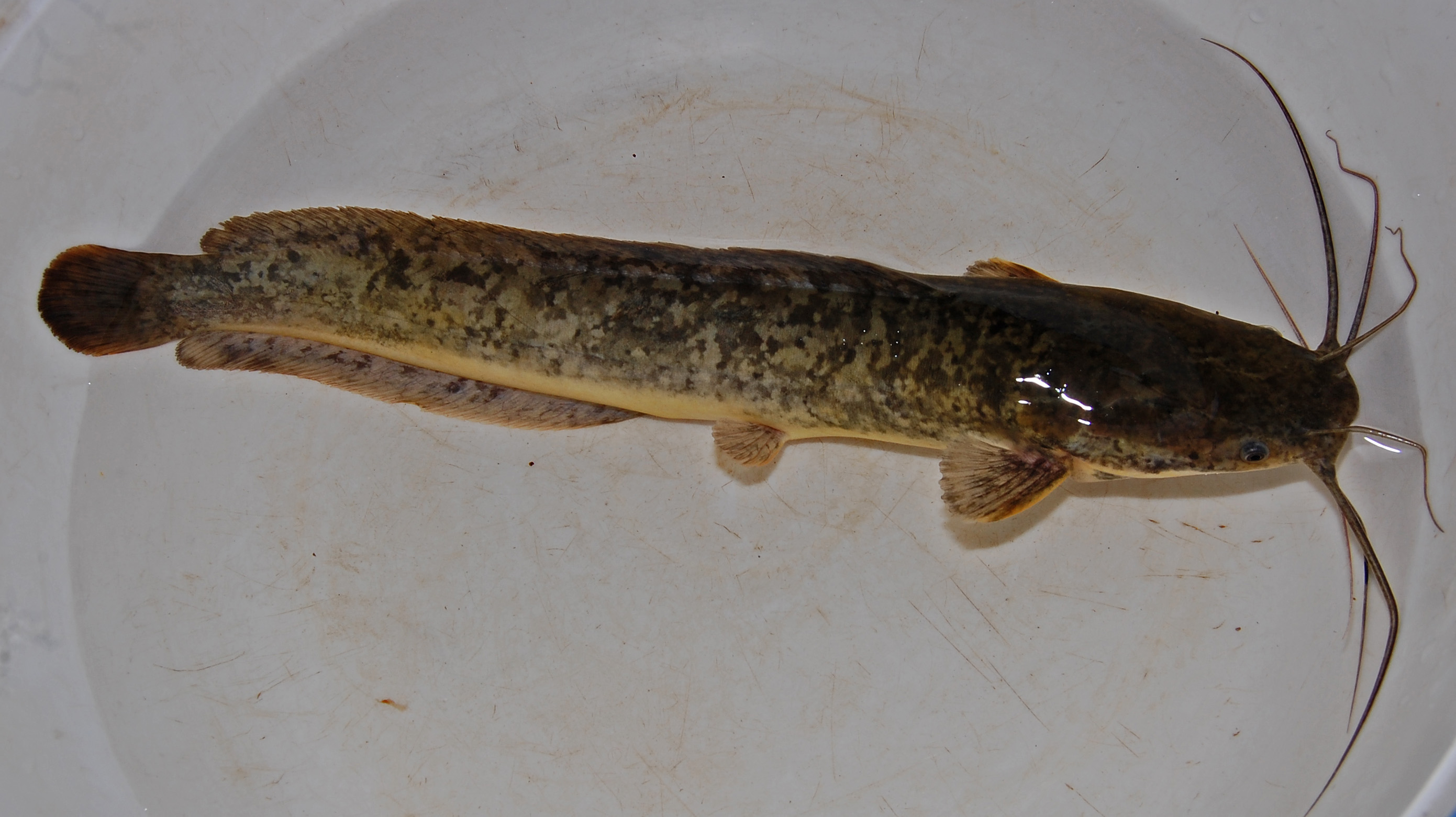
Clarias gariepinus
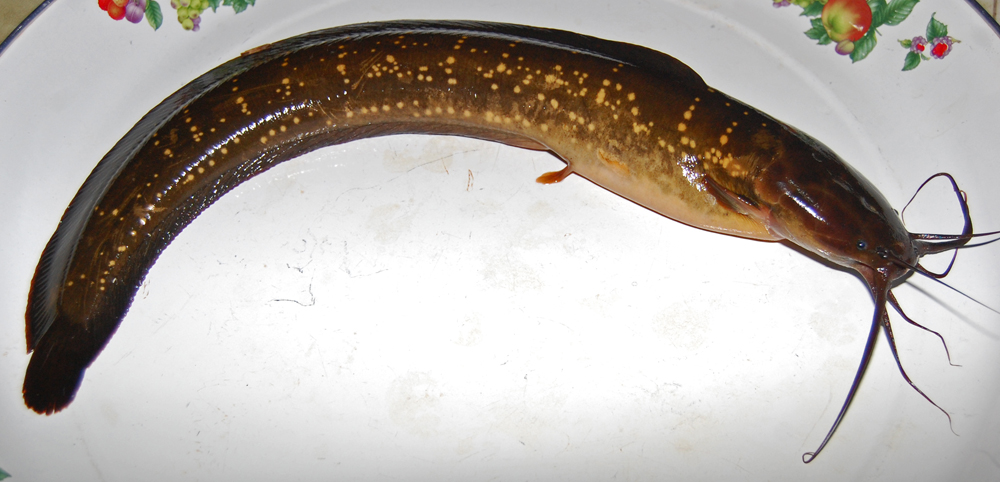
Clarias nieuhofii
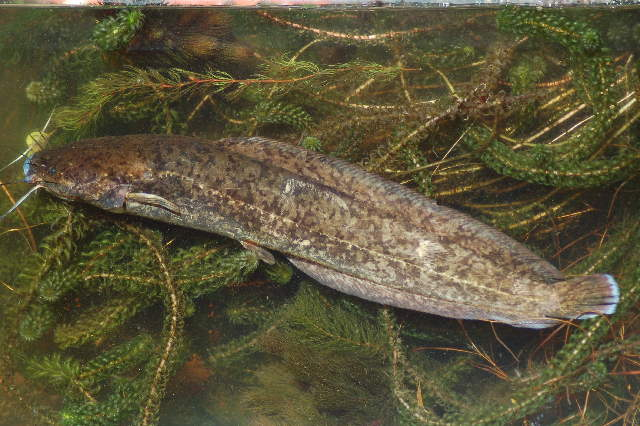
Clarias stappersii